# Daniella van Graas
Daniella van Graas (Tuitjenhorn, Holanda, 4 de agosto de 1975) es una modelo profesional y actriz holandesa.

## Modelo
- Agencia: Ford Models, Inc. (Nueva York)
- Campañas: Aveeno, Self, TopModel, Barely There, Maybelline, Cover Girl, Max Factor, Armani Jeans, y Pepsi.
- Portadas: Fitness, Cosmopolitan.

## Filmografía
- 2006
  - Perfect Stranger - (Josie)
- 2004
  - Marmalade - (como ella misma)
- 2003
  - Cuando menos te lo esperas (Something's Gotta Give) - (Beauty)
- 2003
  - All My Children - (Fiona Sinclair)
  - New Americans - (Olga)
  - Sucedió en Manhattan (Maid in Manhattan) - (Prometida)
- 2000
  - Otoño en Nueva York (Autumn in New York) - (modelo en el bar)